# George Bruce Cortelyou
George Bruce Cortelyou (New York City, 26 luglio 1862 – Long Island, 23 ottobre 1940) è stato un politico statunitense.

## Biografia
Fu il quarantaduesimo direttore generale delle poste degli Stati Uniti sotto il presidente degli Stati Uniti d'America Theodore Roosevelt (ventiseiesimo presidente). Studiò nelle scuole pubbliche Brooklyn, e successivamente all'accademia militare di Nazareth nello stato di Pennsylvania, e alla Georgetown University.
Fra le altre cariche ricoperte quella di segretario all'United States Department of Commerce and Labor e Segretario al Tesoro degli Stati Uniti. Durante quel periodo dovette affrontare la profonda crisi del 1907, il cosiddetto panico del 1907
Alla sua morte il corpo venne sepolto al Memorial Cemetery del Saint John's Church, Cold Spring Harbor, contea di Nassau, New York.